# Quétiapine
La quétiapine, commercialisée sous les noms Xeroquel, Seroquel, Sequase, Ketipinor est un antipsychotique de seconde génération utilisé pour traiter divers types de troubles ou maladies psychiatriques, comme la schizophrénie, les troubles bipolaires ou unipolaires, ou le trouble borderline, ciblant notamment les symptômes positifs. À faible dose, il est prescrit comme sédatif majeur, dans le traitement des troubles bipolaires (en phase euphorique ou maniaque aiguë notamment), des troubles anxieux et du syndrome de stress post-traumatique. La quétiapine peut être également utilisée pour les troubles du sommeil. Elle agit notamment sur la dopamine, la sérotonine, la noradrénaline, l'histamine ainsi que sur d'autres neurotransmetteurs.
Les données publiées chez les femmes exposées à la quétiapine au 1er trimestre de la grossesse sont nombreuses et rassurantes. L'arrêt brusque de traitement peut avoir de fortes répercussions négatives comme des troubles du sommeil, des nausées et frissons, ainsi que des problèmes de concentration.
Ce médicament a fait parler de lui aux États-Unis depuis 2009 en raison de procès en recours collectif  de patients portant sur des effets secondaires : diabète, prise de poids, non mentionnés dans les informations obligatoires (voire dissimulés volontairement, selon les pièces du procès…) et de la FDA pour des prescriptions qui auraient été faites dans des indications non officiellement acceptées.
En France, ce médicament a fait l'objet d'un avis défavorable de la Haute Autorité de santé (HAS) au remboursement « en traitement adjuvant des épisodes dépressifs majeurs chez des patients ayant répondu de façon insuffisante à un antidépresseur en monothérapie ».

## Indications

### Schizophrénie
Les essais de la quétiapine ont montré une efficacité contre placebo dans la schizophrénie ; cependant de nombreux sujets ont quitté les études (plus de 50 %) et on manque de données sur les variables économiques, le fonctionnement social et la qualité de vie.
Il est contestable de déterminer si la classe des neuroleptiques atypiques est plus efficace que la classe des neuroleptiques typiques. Dans les deux cas, il y a des taux non négligeables de sujets qui ne terminent pas les études. Les taux de rechute des symptômes sont bas quand les neuroleptiques typiques sont utilisés aux dosages modérés. Alors que la quétiapine a moins d'effets secondaires de type extrapyramidaux, d'autres effets, comme la somnolence et la bouche sèche, sont plus fréquents.

### Trouble bipolaire
Chez ceux atteints de trouble bipolaire, la quétiapine peut être utilisée dans les épisodes dépressifs, les épisodes maniaques dans le cadre d'un trouble bipolaire en monothérapie ou en association avec un thymorégulateur et en traitement de maintenance.

### Alzheimer
La quétiapine est inefficace dans la diminution de l'agitation parmi les patients atteints de maladie d'Alzheimer. La quétiapine aggrave les troubles cognitifs chez les personnes âgées avec une démence.

### Autres
L'utilisation de doses basses de quétiapine pour l'insomnie, bien que fréquente, n'est pas conseillée, car il y a peu de preuves de son utilité et sa balance bénéfice-risque ne semble pas positive,. Elle est parfois utilisée hors AMM, comme traitement associé dans les troubles obsessionnels compulsifs, le syndrome de stress post-traumatique, l'agressivité dans le trouble du spectre autistique, l'alcoolisme, les troubles de la personnalité borderline, le syndrome de Charles Bonnet, la dépression unipolaire, le syndrome de Gilles de la Tourette et pour les troubles anxieux.

## Mode d'action
La quétiapine est un antipsychotique de seconde génération (aussi appelé atypique ou non conventionnel), la norquétiapine (N-desalkylquetiapine) est son principal métabolite actif,. Sa structure est proche de la clozapine, et dans une moindre mesure, de l'olanzapine.
La quétiapine et la norquétiapine sont des antagonistes des récepteurs sérotoninergiques (5-HT2) et dopaminergiques D1 et D2. On considère que c’est ce double antagonisme des récepteurs, avec une sélectivité plus forte pour les récepteurs 5-HT2 par rapport aux récepteurs D2, qui contribue aux propriétés antipsychotiques cliniques et à la faible tendance de la quétiapine à engendrer des symptômes extrapyramidaux (EPS) par comparaison aux antipsychotiques de première génération.
La norquétiapine, métabolite actif de la quétiapine, possède des propriétés pharmacologiques propres : elle inhibe la recapture de la noradrénaline et possède des actions antagonistes sérotoninergiques 5-HT7, 5-HT2C, adrénergiques α2 et agoniste partiel sérotoninergique 5-HT1A.
Selon la forme galénique et la posologie utilisées, la quétiapine agit différemment.
Sous la forme orale à libération prolongée (LP), seule forme disponible en France, à la dose de 300mg/jour, la quétiapine atteint plus lentement son pic plasmatique qu’avec la forme orale à libération immédiate (LI) avec une occupation rapide de 60% des récepteurs D2 sans la sédation connue avec la forme LI. À la posologie maximale de 800mg/jour, la forme LP maintient une occupation D2 efficace jusqu’à la prochaine prise. La forme LP est ainsi idéale pour un antipsychotique avec moins de sédation liée au pic plasmatique et une durée d’action se prolongeant toute la journée.

## Effets secondaires courants
La fiche RCP informe professionnels de santé et patients de la survenue éventuelle de :
- diabète (mis en avant lors des procès ayant eu lieu aux États-Unis[18],[19],[20],[21],[22],[23]) ;
- effets anticholinergiques (bouche sèche, somnolence, confusion…) ;
- prise de poids fréquente 2,5  à   15 kg en traitement à long terme en TDM (trouble dépressif majeur) formulation LP (comprimé à libération prolongée) ;
- constipation ;
- sensation de tête légère ;
- étourdissements quand on passe de la position debout à assise ou coucher (hypotension orthostatique), vertiges, perte de conscience ;
- somnolence, c'est l'effet secondaire le plus fréquent ;
- assèchement buccal ;
- indigestion ou douleurs abdominales ;
- maux de tête (céphalées) ;
- battements de cœur rapides ou irréguliers ;
- tachycardie (augmentation du rythme cardiaque) ;
- embarras de la respiration nasale ou écoulement nasal ;
- problèmes de concentration : difficulté à lire et/ou écrire.

## Effets secondaires rares
Plus rares sont :
- perte d'appétit ;
- rigidité musculaire ;
- anomalies de la vue telles que vision floue ;
- hyperprolactinémie ;
- sudation accrue et transpiration abondante ;
- diminutions dose-dépendantes des taux des hormones thyroïdiennes, essentiellement la T4 totale et la T4 libre ;
- difficulté respiratoire ou une augmentation du rythme respiratoire inhabituelle ;
- augmentation (euphorie) ou diminution (dysphorie) de la sensation de bien-être ;
- photosensibilité pouvant occasionner des lentigos solaires (taches de vieillesse) ;
- éruptions cutanées ;
- peau inhabituellement pâle ;
- troubles de l'équilibre ;
- confusion ;
- euphorie ou dysphorie ;
- mouvements lents ;
- enflures des pieds ou de la partie inférieure des jambes ;
- tremblement des mains et des doigts ;
- fourmillement dans les jambes ou jambes sans repos ;
- perte de contrôle de la vessie ;
- troubles de déglutition ;
- signes d'infection (comme fièvre, frissons, vague endolorissement musculaire ou mal de gorge) ;
- fatigue inhabituelle ;
- rêves anormaux ;
- cardiomyopathie et myocardite parfois mortelles comme avec la clozapine et l'olanzapine proches chimiquement[24] ;
- troubles du rythme cardiaque.

## Usage récréatif
(octobre 2012).
Si vous disposez d'ouvrages ou d'articles de référence ou si vous connaissez des sites web de qualité traitant du thème abordé ici, merci de compléter l'article en donnant les références utiles à sa vérifiabilité et en les liant à la section « Notes et références ».
La quétiapine est principalement utilisée pour ses effets sédatifs et anxiolytiques. Dans l’un des rapports de cas publiés par Reeves et ses collaborateurs, l’un des patients abusant de quétiapine par voie orale a déclaré que l’effet calmant d’une dose de 200  à   300 mg était semblable à celui obtenu avec 1 mg de clonazépam. La quétiapine pourrait donc, sur le marché noir, remplacer certains sédatifs dont le potentiel d’abus est reconnu (benzodiazépines et barbituriques) et qui deviennent plus difficiles à se procurer. L’apparition de noms de rue pour désigner la quétiapine est aussi une preuve de sa présence importante sur le marché noir. On la désigne « Quell », « Susie-Q », « Baby Heroin » ou encore « Q-Ball », lorsqu’elle est mélangée à de la cocaïne. Il semble que la quétiapine remplace parfois l’héroïne en combinaison avec la cocaïne (speedball), une combinaison reconnue pour maximiser l’effet hallucinogène de cette dernière, tout en diminuant la dysphorie associée à l’effet de fin de dose.
Les méthodes répertoriées pour consommer la quétiapine sont l’ingestion par la bouche, l’inhalation de comprimés écrasés et l’injection d’une solution de comprimés dissous. Avec ces deux dernières méthodes, le premier passage hépatique est évité, ce qui permet à une quantité importante de quétiapine d’atteindre le système nerveux central rapidement. La majorité des cas rapportés concerne des hommes ayant des antécédents d’abus de substances, particulièrement avec les benzodiazépines, mais aussi avec l’alcool et les opioïdes.
Les raisons neuropharmacologiques expliquant l’abus de quétiapine sont encore méconnues. De plus, son action sur de multiples neurotransmetteurs du système nerveux central (sérotonine, dopamine, acétylcholine, histamine) ainsi que les évidences croissantes concernant son efficacité dans le traitement des problèmes d’abus de substances ne font que brouiller davantage les pistes. La dissociation rapide de la quétiapine du récepteur dopaminergique est l’une des hypothèses expliquant son abus plus important comparativement aux autres antipsychotiques de deuxième génération. L’effet antihistaminique important de la quétiapine, entrainant la sédation, serait cependant l’hypothèse retenue par la majorité des auteurs. Fischer et Boggs ont rapporté que l’histamine aurait un effet inhibiteur sur le système de récompense dopaminergique. L’effet antihistaminique de la quétiapine pourrait donc entraîner une désinhibition de ce système. Cela pourrait expliquer pourquoi l’abus de quétiapine est surtout rapporté chez les individus ayant des antécédents d’abus de substances, puisque ces individus ont souvent un système de récompense dopaminergique hyperactif,,.